# Advisory Committee on Antarctic Names
Das Advisory Committee on Antarctic Names (ACAN oder US-ACAN; deutsch Beratendes Komitee für antarktische Namen) ist ein beratender Ausschuss des United States Board on Geographic Names und verantwortlich für die Empfehlung von Namen für geographische Merkmale in der Antarktis. Die USA erkennen keine Territorialgrenzen in der Antarktis an, also teilt ACAN die Namen überall auf dem Kontinent zu, wobei andere nationale Körperschaften für Nomenklatur im angemessenen Fall konsultiert werden.
1943 wurde die Vorläuferinstitution Special Committee on Antarctic Names (SCAN) gegründet.